# Famille Ricard de Genouillac
Pour les articles homonymes, voir Ricard (homonymie).
La famille Ricard de Genouillac est une ancienne famille noble française originaire du Quercy, qui eut une position éminente sous la Renaissance. Son représentant le plus illustre est le grand maître de l'artillerie de François Ier, Jacques Ricard de Genouillac. Cette famille a formé deux branches, dont la dernière s'est éteinte au XVIIIe siècle.

## Généalogie
- Pons Ricard, chevalier (vers 1351), capitaine de Gourdon en Quercy ; il épouse Alix de Gourdon, dont :
  - Jean Ricard de Genouillac, coseigneur de Gourdon (vers 1383), il épouse Cécile de Cazeton, fille de Fortanier, seigneur de Cazeton et de Salviac, dont il eut :
    - Pierre Ricard dit de Genouillac, coseigneur de Gourdon, seigneur de Genouillac, écuyer, il épouse Anne de La Tour, dont il eut :
      - Jacquette, religieuse à Leyme
      - Mathurine
      - Jeanne
      - Jean, coseigneur de Gourdon, il épouse en 1445, Jeanne de Rassials, dame de Vaillac, dont il eut :
        - Jean, dont postérité éteinte au XVIIIe siècle (branche de Genouillac-Vaillac)

      - Jacques Ricard de Genouillac, dit Galiot, maître, visiteur et général réformateur de l'artillerie de France en 1479
        1. épouse Catherine Flamenc, dame de Brussac, dont il eut :
          - Anne, elle épouse en 1491, Foucaud de Salignac, seigneur de Magnac, écuyer
          - Marguerite, elle épouse Pierre de Durfort, baron de Boissières, puis Antoine de Salignac, seigneur de Vertillac, frère puîné du mari de sa sœur

        2. hors mariage :
          - Galiot, dit le bâtard de Brussac

      - Jean, seigneur en partie de Genouillac, maître d'hôtel du roi en 1469, il épouse Catherine du Bos (ou de Bosq), dame d'Acier (ou d'Assier) en Quercy, fille d'Auger du Bosc et de Jeanne de Rassials, dame de Vaillac, dont il eut (branche d'Acier) :
        - Jacques, dit Galiot de Genouillac, Grand Maître de l'Artillerie (1465-1546)
          1. épouse en 1507 Catherine d'Archiac (+1514), dame de Lonzac, fille de Jacques d'Archiac, baron de Lonzac et de Marguerite de Lévis
            - Jeanne (née en 1512); épouse (1523) Charles de Crussol, vicomte d'Uzès, dont postérité

          2. épouse en 1517 Françoise, fille de François, seigneur de La Queille et de Marguerite de Castelnau de Bretenoux
            - François d'Assier (+1544)

          3. a, hors mariage, d'Anne de Saint-Amand:
            - Verdun de Genouillac, seigneur de Rothiers, écuyer, légitimé en 1540

          4. a, également hors mariage, de N.N. :
            - Jean, chanoine de Cahors
            - Colette de Genouillac, elle épouse Louis de Cluzel, seigneur de La Trayne

        - Jeanne, elle épouse Jean de La Roque-Bouillac
        - Catherine, elle épouse le seigneur d'Orlionach
        - Jacquette, elle épouse Annet de Turenne, seigneur d'Aynac, chevalier de l'Ordre et gentilhomme de la chambre du roi
        - Jacques, mort jeune

    - Pons, Jean et Raymond, chanoines de Cahors

## Personnalités
- Jacques Ier Ricard de Genouillac, dit Galliot de Genouillac, viguier de Figeac et de Najac, sénéchal d'Armagnac, maître, visiteur et général réformateur de l'artillerie de France en 1479
- Jacques II Ricard de Genouillac (1465-1546), grand maître de l'artillerie de France à la suite de son oncle, et grand écuyer de France,
- Jean Ricard de Gourdon, chevalier de Saint-Michel (chevalier de l'ordre du roi), l'un des cents gentilshommes de sa maison
- Louis Ricard de Genouillac, évêque de Tulle en 1560
- Flotard Ricard de Genouillac, évêque de Tulle, après son frère, il meurt en 1586
- Jean François Ricard de Genouillac, maître de camp du régiment de Vaillac cavalerie, il meurt à Paris en 1696
- François Ricard de Genouillac, colonel d'un régiment de cavalerie de son nom, chevalier de Saint-Louis en 1694, lieutenant-général des armées du roi en 1704
- Louis de Genouillac, abbé de Rocamadour en Quercy, évêque de Tulle en 1599, député du Clergé aux États tenus à Paris en 1614
- Louis Ricard de Gourdon de Genouillac, chevalier des Ordres de Saint-Michel et du Saint-Esprit en 1611, sert au siège de La Rochelle, maître de camp de la cavalerie en Poitou sous M. de Montpensier
- Jean-Paul Ricard de Genouillac, capitaine des gardes françaises de Philippe de France, duc d'Orléans, chevalier d'honneur de la duchesse d'Orléans, lieutenant-général des armées du roi, chevalier de ses ordres en 1661

## Armes

- Armes : Écartelé : aux 1 et 4, d'azur à trois étoiles d'or, mises en pal ; aux 2 et 3, d'or à trois bandes de gueules.[1]

## Principales alliances
Les principales alliances sont : de Flamarens, de Gourdon-Saint-Cirq, de Durfort, 1474 de La Roque-Bouillac, 1491 et 1496 de Salignac, de Turenne, de Castelnau, 1507 d'Archiac, 1523 de Crussol.